# قواعد الاشتباك (فلم)
قواعد الإرهاب الأمريكي  (بالإنجليزية: Rules of Engagement) ، هو فيلم من إخراج الأمريكي 2000 وليم فريدكين وبطولة جاكسون يلعب البحرية العقيد تشايلدرز تيري، الذي جلب إلى محكمة عسكرية فيلم من قواعد الاشتباك، فيلم أمريكي من نوع الإثارة للمخرج الأمريكي وليام قريدكين، وبطولة الفيلم كل من تومي لي جونز وصامويل جاكسون، وتلك القصة الذي جلب إلى المحكمة العسكرية في الولايات المتحدة بتهمة استهداف المدنيين في حادث عسكري من نوعه في السفارة الأمريكية في اليمن، والذي قاده إلى المحكمة العسكرية.

## القصة
حدث القصة عام 1996 (خيال علمي)، تشايندر ينتمي للوحدة المشاة البحرية، ويسعى إلى إخراج السفير الأمريكي في اليمن من السفارة، وبعد المظاهرة الاحتجاجية التي قام بها أبناء البلد ضد الوجود الأمريكي في المنطقة وقيامهم بإطلاق النار على العلم الأمريكي، أضطر القوات البحرية لإطلاق النار على المدنيين، مما أسفر عن مقتل 83 متظاهراً.
أخذ تشايندر إلى المحكمة العسكرية بتهمة عصيان قواعد الاشتباك الناتجة عن ذلك، في حادث العسكري في السفارة الاميركية في صنعاء، مما أدى إلى قتل العديد من المدنيين من قبل المارينز بعدما تأكد مقتل 3 جنود أمريكيين داخل السفارة.
وكانت وزارة الخارجية الأمريكية تحاول لتحسين علاقاتها مع دول الخليج العربي، إلا أن تلك المحاولات لم تنجح، وبرئ المتهم تشايندر (صامويل جاكسون) ومن ثم احيل إلى التقاعد.

## انتقادات
أنتقد اليمينون والسفيرة الأمريكية في مؤتمر صحفي في صنعاء اليمنية عام 2000م حول الفيلم، ووصفت السفيرة الفيلم الأمريكي بالغباء وأنها تثير الكراهية، واكدت أن السفارة الأمريكية في صنعاء لم يسبق لها التظاهر ضدها أو التعرض للهجمات.
كما انتقدت منظمة مكافحة معاداة العرب الأمركيين لهذا الفيلم، واتهمها بتحريض على قتل العرب،  ورفض المنتج وليام فريدكين اتهامات الفيلم بأنها تحرض على كره العرب والمسلمين قائلاً بأن الفيلم ليست ضد العرب والمسلمين وليست ضد الشعب اليمني، وقمنا بعرض لملك المغرب هذه الرواية للتصوير السينمائي بالمغرب ووافق على ذلك، وهذا الفيلم موجه لحرب الإرهاب وأعداء الولايات المتحدة.

## الممثلون
- تومي لي جونز في دور العقيد لورانس.
- صامويل جاكسون في دور العقيد شارلي.